# إبراهيم عمر صعابي
إبراهيم بن عمر صعابي شاعر سعودي، ولد في جازان عام 1955م (1374هـ). يعد من أبرز شعراء منطقة جازان، وصدرت أعماله الشعرية الكاملة التي ضمّت تسعة دواوين شعرية كتبها خلال مدة تجاوزت الأربعة عقود، وهو حاصل على جائزة أمير منطقة جازان للتفوق الشعري عام 1430هـ عن ديوانه (أخاديد السراب).

## الدراسة والعمل
- تلقى تعليمه العام في منطقة جازان.
- حصل على درجة البكالوريوس في إدارة الأعمال من جامعة الملك عبد العزيز عام 1400هـ/1980م.
- عمل معلمًا فوكيلاً فمديرًا لمدرسة معاذ بن جبل المتوسطة بجازان.
- ترأس قسم الثقافة والمكتبات بالإدارة العامة للتربية والتعليم بمنطقة جازان بين عامي 1423-1426هـ.[3]
- عضو نادي جازان الأدبي.

## إسهاماته الثقافية والأدبية
للصعابي إسهامات ثقافية وأدبية داخل السعودية وخارجها، منها:
- مثّل السعودية في مهرجان الشعر العربي لدول الخليج عام 1408هـ.
- شارك في الوفد السعودي لحضور فعاليات معرض فرانكفورت الدولي للكتاب عام 2004 م.

## شاعريته
يعد إبراهيم صعابي من الشعراء المتمكنين الذين نظموا الشعر في وقت مبكر، وقد نظمه على الشعر العامودي وشعر التفعيلة، ويتميز شعره برهافة الحس ، واتقاد العاطفة، وجزالة اللفظ، وعمق المعنى، مع التجديد في الشكل والمضمون.

### مؤلفاته الأدبية
- حبيبتي والبحر (ديوان شعر)، النادي الأدبي، جازان، 1403هـ.
- زورق في القلب، (ديوان شعر)، الدار السعودية للنشر والتوزيع، جدة، 1406هـ.
- وقفات على الماء، (ديوان شعر)، النادي الأدبي، المدينة المنورة، 1412هـ.
- مساء الحب أيتها الشمس (مجموعة نثرية)، النادي الأدبي، جازان، 1418هـ.
- وطني سيد البقاع، (ديوان شعر)، النادي الأدبي، جازان، 1419هـ.
- وطن في الأوردة (ديوان شعر)، الإدارة العامة للتربية والتعليم، جدة، 1421هـ.
- من شظايا الماء، انادي الأدبي، جازان، 1422هـ.
- أخاديد السراب (ديوان شعر)، النادي الأدبي، جازان، 1430هـ.[4]
- زرقة المواجع، نادي الباحة الأدبي، 2017م.[5]
- الأعمال الشعرية الكاملة، نادي جازان الأدبي، 2019م.[2]

## الجوائز
- حصل على جائزة أبها الثقافية والمركز الأول للشعر الفصيح لعام 1418هـ.[6] عن ديوانه (وطني سيد البقاع).[1]
- فاز ديوانه (أخاديد السراب) بجائزة أمير منطقة جازان للتفوق الشعري عام 1430هـ.[7]

## وصلات خارجية
- صدور الأعمال الشعرية الكاملة للشاعر إبراهيم صعابي
- إبراهيم صعابي: نظرتي للنص المؤثّر أكثر عمقًا من نظرتي لإنتاج كاتب أو شاعر بأكمله